# Gymnoclytia ferruginosa
Gymnoclytia ferruginosa là một loài ruồi trong họ Tachinidae.